# Конрадувка
Конрадувка (пол. Konradówka) — село в Польщі, у гміні Хойнув Леґницького повіту Нижньосілезького воєводства.
Населення — 544 особи (2011).
У 1975-1998 роках село належало до Легницького воєводства.

## Демографія
Демографічна структура станом на 31 березня 2011 року:
|          | Загалом | Допрацездатний вік | Працездатний вік | Постпрацездатний вік |
| -------- | ------- | ------------------ | ---------------- | -------------------- |
| Чоловіки | 265     | 51                 | 194              | 20                   |
| Жінки    | 279     | 59                 | 161              | 59                   |
| Разом    | 544     | 110                | 355              | 79                   |